# Склянин, Евгений Константинович
Евгений Константинович Склянин (род. 25 мая 1955 Ленинград — ныне Санкт-Петербург, СССР) — советский и российский математик, в настоящее время (2018 год) работает преподавателем Йоркского университета. Занимается точно решаемыми задачами математической физики и квантовыми группами.

## Биография
В 1978 году окончил физический факультет Ленинградского государственного университета имени А. А. Жданова, в 1980 году защитил кандидатскую, в 1989 году докторскую диссертацию в Ленинградском отделении Математического института имени В. А. Стеклова АН СССР, где работал до 2001 года, а затем перешёл в Йоркский университет.
Изучив конкретные примеры, предложил идеи, которые привели к открытию квантовых групп и янгианов. Он положил начало исследованию квантовых интегрируемых систем с границами, разработал метод разделения переменных в теории интегрируемых систем.
Ввел в научный язык математические объекты, получившие позже наименования анзац Склянина и алгебра Склянина.
В 2008 году избран членом Королевского общества.

## Награды
- Премия Санкт-Петербургского математического общества (1983)